# Carl King
Carl Thomas King es un personaje ficticio de la exitosa serie de televisión británica Emmerdale Farm, interpretado por el actor Tom Lister desde el 6 de febrero de 2004 hasta el 17 de octubre de 2012.

## Biografía
Carl murió en octubre de 2012 luego de que Cameron Murray lo golpeara en la cabeza con un ladrillo matándolo al instante.

## Asesinatos
| Fecha                   | Personaje | Causa                                            |
| ----------------------- | --------- | ------------------------------------------------ |
| 25 de diciembre de 2006 | Tom King  | murió luego de que lo empujara desde una ventana |

- Tom King - Carl mató a su padre empujándolo desde una ventana luego de enterarse de que este le había pagado a su novia Chas Dingle para que lo dejara el día de la boga y al escucharlo hablar mal de ella.